# East Didsbury
East Didsbury lub Didsbury East – dzielnica w Manchesterze w Anglii, w hrabstwie Wielki Manchester, w dystrykcie metropolitalnym Manchester. W 2011 dzielnica liczyła 14 333 mieszkańców.